# Туркменбаші (порт)
40°00′00″ пн. ш. 53°02′00″ сх. д. / 40° пн. ш. 53.033333333333° сх. д.
Міжнародний морський порт Туркменбаші — головний пасажирський і вантажний порт у Туркменбаші, Туркменістан.
Розташований у східній частині Каспійського моря. 
Регулярні лінії обслуговують маршрути до Баку (Азербайджан), 

Актау (Казахстан) і Астрахані (Росія).
Це найбільший морський порт Туркменістану.

## Історія

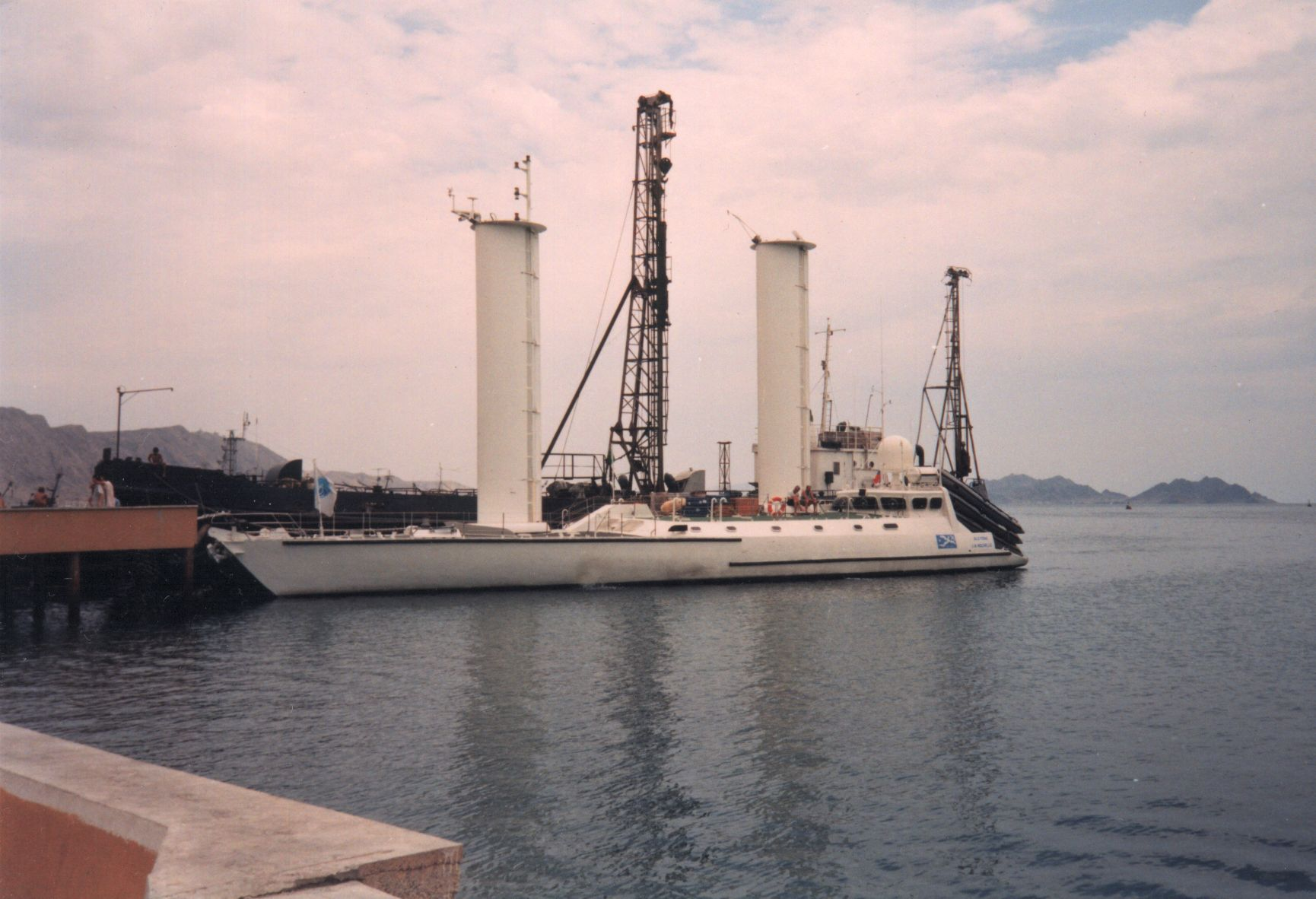
«Alcyone» у 1998 році, порт Туркменбаші

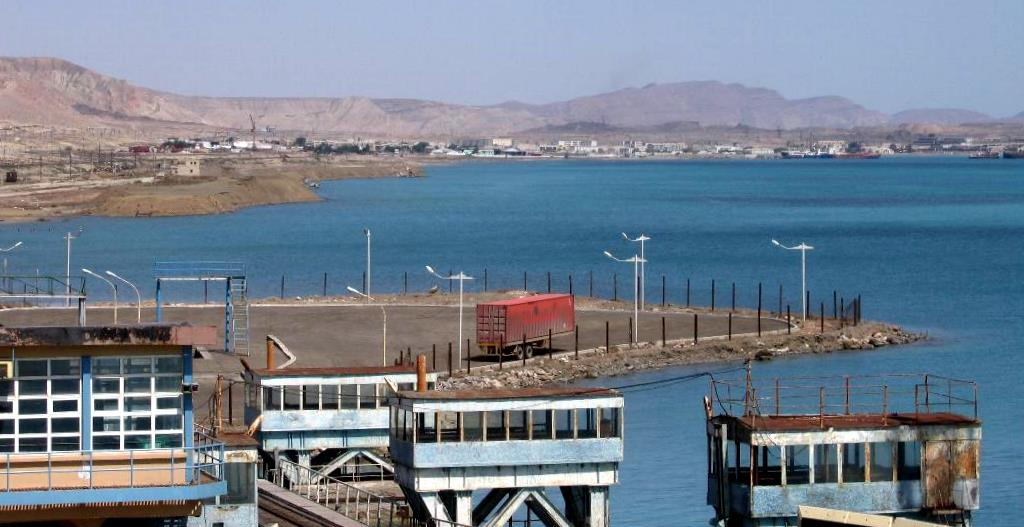
Каспійське море в порту Туркменбаші

Порт був заснований у жовтні 1896 року на східному узбережжі Каспійського моря.
1 січня 1903 року було створено Управління торговельного порту.
З роками вантажообіг зростав, тому виникла ідея побудувати поромний термінал. 
В 1959 році в порту почалося будівництво поромної переправи. 
В 1962 році почалися регулярні рейси на поромній лінії Баку — Красноводськ. 
Перевезення через поромний термінал значно прискорили доставлення вантажів.
У 2000–2003 роках розпочато масштабну реконструкцію. 
Проведена реконструкція старого порту з будівництвом нових причалів для суден і складів та інших об’єктів із сучасним обладнанням. 
Це дозволило надавати портові послуги на найвищому рівні.
У 2013 році порт побудував пасажирський катамаран «Чарлак». 
Це був перший суднобудівний проект такого рівня в історії порту. 

15 серпня 2013 року розпочато будівництво нового порту. 
Він коштував 2 мільярди доларів і був побудований турецькою компанією Çalık Holding. 

Будівництво завершено у 2018 році. 

Проект передбачає будівництво поромного, пасажирського та вантажного терміналів на площі 1 млн 200 тис. км². 
Також планується будівництво корабельні. 